# Stoppa pressarna!
Stoppa pressarna! (originaltitel: The Front Page) är en amerikansk dramakomedifilm från 1974, i regi av Billy Wilder och med bland andra Jack Lemmon, Walter Matthau och Carol Burnett i ledande roller. En kritikerrosad komedi om 1920-talets Chicago och dess journalister, inramad av spelet kring en avrättning.
Filmen bygger på pjäsen The Front Page från 1928 av Ben Hecht och Charles MacArthur, och har filmatiserats flera gånger, bland annat 1931 i regi av Lewis Milestone och 1940 i regi av Howard Hawks.

## Medverkande
- Jack Lemmon - Hildebrand "Hildy" Johnson
- Walter Matthau - Walter Burns
- Susan Sarandon - Peggy Grant
- Vincent Gardenia - Sheriff "Honest Pete" Hartman
- David Wayne - Roy Bensinger
- Allen Garfield - Kruger
- Charles Durning - Murphy
- Herbert Edelman - Schwartz
- Austin Pendleton - Earl Williams
- Carol Burnett - Mollie Malloy
- Martin Gabel - Dr. Max J. Eggelhofer
- Harold Gould - The Mayor / Herbie / Green Hornet
- John Furlong - Duffy
- Jon Korkes - Rudy Keppler
- Cliff Osmond - Officer Jacobi
- Lou Frizzell - Endicott
- Dick O'Neill - McHugh
- Biff Elliot - Police Dispatcher